# Taxe sur les étrangers
La taxe sur les étrangers est un impôt instauré par la déclaration royale du 22 juillet 1697, signée par Louis XIV à Marly. Elle taxe les étrangers et leurs descendants et héritiers, installés dans le royaume depuis 1600.
Cette taxe s'inscrit dans un contexte où la monarchie accueille des étrangers, notamment italiens et jacobites, et où le débat sur le droit d'aubaine s'appliquant aux étrangers, est réactivé.
Les étrangers ne sont pas assujettis localement à la taille et aux capitations qui ont été institués pour financer l'armée royale. Pour financer la guerre, la monarchie invente des expédients fiscaux, qui visent surtout des privilégiés. Dans ce contexte, la taxe sur les étrangers n'est pas xénophobe, mais vise, parmi d'autres, les bénéficiaires d'un privilège taxable.
La taxe sur les étrangers est mise en œuvre par des traitants, qui imposent environ 9 000 étrangers de 1697 à 1707, sous la responsabilité du contrôleur général des finances et des directeurs des finances.
Les taxés sont des immigrés ou leurs héritiers. Ils ne représentent qu'une petite part des étrangers établis en France. Ils viennent surtout des pays voisins. Beaucoup d'entre eux essayent d'échapper à la taxe, en obtenant des modérations (abattements) individuelles, des abonnements collectifs ou des exemptions globales. Finalement, la taxe rapporte beaucoup moins qu'escompté par les traitants.

## Du droit d'aubaine à la taxe

### Français et étrangers
En France sous l'Ancien Régime, une personne, même née en France, conserve la naturalité de son père (ou pour la femme celle de son conjoint) jusqu'à ce qu'il ait demandé sa naturalisation qui se fait par lettres patentes nominatives (lettres de naturalité) qui sont une prérogative exclusivement royale, mais beaucoup ne le font pas car cela nécessite qu'ils aient renoncé définitivement à leur naturalité d'origine, et aux droits qui lui sont liés,.
Les habitants d'une province conquise acquièrent au moment de la conquête le privilège régnicole, mais pas ceux qui y vivaient comme étrangers. De ce fait, sous Louis XIV, les habitants des Trois Évêchés, d'Artois, du Roussillon, d'Alsace, de Franche-Comté, et les naturels des terres d'Amérique, cessent tous d'être étrangers pour devenir français.
Les étrangers ne sont pas sujets des seigneurs du lieu où ils résident, et leur statut personnel n'est pas celui des coutumes des régions où ils vivent (ce sont elles par exemple qui désignent les héritiers d'une personne décédée et fixent leurs droits respectifs), ils gardent pour leur personne leur statut civil étranger et dépendent pour leurs biens en France directement de l'autorité du roi et des privilèges qui ont été accordés aux différentes catégories d'étrangers (Anglais, Écossais, Genevois, Hollandais, Niçois, Suédois, Suisses),.
Les étrangers, écrit Claude-Joseph de Ferrière dans son Dictionnaire de droit et de pratique édition de 1749, sont capables de toutes sortes de contrats, de faire et d'accepter des donations entre vifs, mais ils ne peuvent pas faire de donation à cause de mort, ni de testament, ni aucune disposition de dernière volonté. La différence, explique-t-il, est que les contrats entre vifs sont du Droit des Gens [ancien nom des droits de l'homme] qui est commun à tous les hommes, sans distinguer s'ils sont citoyens ou étrangers, alors que les testaments et les dispositions de dernière volonté dépendent absolument du Droit civil auquel les citoyens participent, et dont les étrangers sont entièrement exclus. Les étrangers n'ont pas d'héritiers ab intestat, parce qu'ils vivent comme libres, mais ils meurent comme esclaves (mainmorte). Ainsi, les biens qu'ils laissent ici en mourant appartiennent au roi.

### La déclaration du 22 juillet 1697
Le 22 juillet 1697, Louis XIV rend publique sa décision de taxer tous les étrangers installés dans le royaume depuis 1600, ainsi que leurs descendants et héritiers. Cette déclaration est complétée par un arrêt rendu à Marly une semaine après, le 30 juillet 1697. Le préambule de la déclaration du 22 juillet justifie cette taxe par l'existence de précédents, depuis longtemps tombés en désuétude, le chevage et le formariage et par la persistance, à l'époque de la déclaration, du droit d'aubaine. L'arrêt du 30 juillet  ne s'embarrasse pas de ces justifications par le passé, mais énonce qu'il s'agit tout simplement de financer la guerre.
La déclaration pose le principe d'une compensation financière due au roi en échange de la permission donnée à des étrangers de s'installer en France. Au XVIe siècle, les lettres de naturalité (forme de naturalisation pratiquée sous l'Ancien Régime) prévoyaient le versement par le naturalisé d'une somme d'argent. L'arrêt du 30 juillet 1697 s’appuie sur cette ancienne pratique pour justifier la taxe. Il rappelle également les précédents des taxes sur les étrangers décidées en 1639, 1646, 1656, mais finalement peu appliquées.
La déclaration du 22 juillet 1697 énonce une série de dix mesures définissant une nouvelle taxe qui s'applique aux étrangers et à leurs descendants et héritiers, installés dans le royaume depuis 1600. Elle instaure une confirmation de privilège, payante, pour les familles d'origine étrangère. Cette taxe de 1697 les exempte du droit d'aubaine. Si elles peuvent prouver qu'elles ont payé la taxe sur les étrangers de 1639, de 1646 ou de 1656, elles sont exemptées. Les étrangers s'installant en France après la déclaration et les bâtards (dont les conditions juridiques sont proches de celles des étrangers) sont également assujettis à cette taxe. Les dérogations liées au lieu de résidence sont supprimées, seule subsiste la dérogation liée au service dans les armées du roi, indispensable parce que les mercenaires étrangers sont alors très nombreux. Après paiement de la taxe, les étrangers ont le même statut que les Français. Sont exemptés les marchands de passage et les ressortissants d'États exemptés du droit d'aubaine. La monarchie confie la perception de cette taxe à un traitant.

### Les étrangers, le droit d'aubaine et les expédients
Cette taxe est décidée alors que le discours officiel de la monarchie est plutôt favorable à l'accueil des étrangers. C'est même un des éléments répétés de la propagande royale, censé prouver l'excellence du royaume. Ce discours est mis à mal, il est vrai, par la révocation de l'Édit de Nantes. De fait, la France accueille de nombreux réfugiés, italiens et jacobites, et s'en fait gloire. Elle attire également des étrangers par utilitarisme économique : spécialistes de certains métiers, notamment dans les manufactures, marchands, marins et mercenaires.
Le droit d'aubaine n'est pas une taxe, c'est le fait que les biens que possède un étranger en France ne sont pas acquis à ses héritiers mais au fisc, à moins qu'il décède en France en y laissant des enfants français nés en légitime mariage. Le droit d'aubaine permet de distinguer Français et étrangers. Au moins théoriquement, parce qu'en pratique les situations sont diverses. Plusieurs groupes d'étrangers ne sont pas soumis au droit d'aubaine : les Avignonnais, les Suisses et Genevois, les Écossais, les habitants des Pays-Bas espagnols et des Provinces-Unies. De même, les Lorrains ne sont pas considérés comme aubains dans les Trois-Évêchés. La taxe sur les étrangers est décidée à un moment où le débat sur les exemptions au droit d'aubaine est réactivé. Pour la monarchie, il s'agit de lutter contre des isolats jugés contraires à l'absolutisme, par exemple la ville de Metz, qui essaye de se soustraire au paiement de la taxe.
La taxe sur les étrangers de 1697 fait partie des expédients fiscaux créés par la monarchie pour financer la guerre. C'est par ces expédients que le contrôleur général des finances Louis Phélypeaux de Pontchartrain réussit à financer la guerre de la Ligue d'Augsbourg, la plus longue du règne. En 1695, est ainsi créée la capitation tandis que dans les mêmes années des taxes sur les officiers et les bénéficiaires de privilèges se multiplient. En ce sens, la taxe sur les étrangers n'est pas une mesure xénophobe, mais vise simplement ceux qui ont obtenu un privilège spécifique, la naturalisation. Les étrangers ne sont pas plus visés que les autres groupes de privilégiés qui sont aussi taxés. Cette taxe semble être dans l'air du temps et on n'a aucune preuve que Pontchartrain en soit l'inventeur direct.

## Encaisser la taxe

### Les traitants à l'œuvre
Une semaine seulement après la promulgation de la taxe, le 30 juillet 1697, le traité est adjugé à Nicolas Damour, pour 360 000 livres seulement, ce qui est un montant très bas, avec une remise de 60 000 livres. Le traité prévoit un premier versement de 50 000 livres puis huit paiements d'un montant égal tous les deux mois pour solder le reste, soit 250 000 livres. On prévoit que l'affaire sera close en décembre 1698, date qui sera bien sûr largement dépassée. Nicolas Damour reste adjudicataire de cette taxe jusqu'au 24 octobre 1702. Lui succèdent alors François Ferrand, dont le marché, de 1 262 000 livres, comprend aussi d'autres taxes, puis, en décembre 1703, Simon Miger, pour 2 500 000 livres et des taxes encore plus nombreuses. Ces trois adjudicataires ne sont que les hommes de paille de compagnies d'associés, regroupant au total vingt-six financiers. Ils emploient des commis locaux, qui décident des taxes des familles d'étrangers. La constitution de compagnies financières autour d'un homme, qui remporte l'adjudication de la taxe, n'est pas originale. On la retrouve dans les milieux de la gabelle.
En 1697 et 1707, environ 9 000 étrangers sont taxés en vertu de la déclaration royale du 22 juillet 1697. Ce n'est qu'une petite part de la population initialement visée par la déclaration royale. Plus de 80 % des taxés l'ont été au début, dans les années 1697-1703, l'année record étant l'année 1700, avec plus de 2 000 taxés. C'est donc l'équipe de Nicolas Damour qui a encaissé l'essentiel des recettes. Les listes de taxables établies par les commis sont transmises pour validation au Conseil royal des finances et deviennent ensuite de véritables rôles d'imposition exécutoires. Au total, 61 rôles sont validés de 1697 à 1707. Le contribuable doit payer dans les deux à trois mois le montant principal de la taxe, plus 10% pour les traitants. L'ensemble est sous la responsabilité du contrôleur général des finances Michel Chamillart, qui a succédé à Pontchartrain, mais les deux hommes qui gèrent ces questions sont les deux directeurs des finances, Rouillé du Coudray et Fleuriau d'Armenonville.

### La population des imposés
Les taxés sont pour les deux tiers des étrangers immigrés. D'autres sont leurs héritiers, des Français nés en France. Les taxés ne sont pas tous des hommes : les femmes représentent 10% de l'ensemble. Elles sont le plus souvent taxées à cause de leur mari étranger. Les étrangers inscrits dans les rôles d'imposition ne représentent finalement qu'une petite part des étrangers établis en France. Ils sont le plus souvent marchands, pour un tiers, ou artisans, pour un autre tiers, ces deux catégories étant surreprésentées par rapport à leur poids dans la société française. Les clercs représentent 7% du total et les nobles 2%. La taxe moyenne est de 1 190 livres et la médiane est de 300 livres. Au sommet de la hiérarchie, les nobles payent une taxe médiane de 3 000 livres.
Les catégories géographiques utilisées par les commis pour désigner les étrangers montrent un certain flou. Néanmoins, on constate que, sans surprise, les étrangers imposés sont issus des pays voisins de la France, selon des cercles concentriques. Les plus nombreux proviennent des États de Savoie et des Pays-Bas espagnols. Ensuite, d'autres sont venus de Rhénanie, d'Espagne, des Provinces-Unies, de Grande-Bretagne, du reste de l'Allemagne et de l'Italie. Pour les deux tiers d'entre eux, ils sont installés dans la généralité de Paris, dans la généralité de Metz et en Provence. On en trouve également, moins nombreux, dans le Sud-Ouest et en Bourgogne.

## Un échec financier mais une étape juridique

### Échapper à la taxe
Dès sa création, la taxe sur les étrangers suscite des protestations. Certains groupes de contribuables essayent de négocier une modération ou une exemption. Les provinces récemment conquises (Roussillon, Alsace, Franche-Comté, Artois) et parfois les étrangers proches (comme les Avignonnais ou les Lorrains dans les Trois-Evêchés) sont exemptés de la taxe. Ailleurs, les autorités locales défendent l'utilité de certains étrangers pour demander leur exemption, comme les étrangers de Lyon et les Portugais de Bordeaux, exemptés en échange d'une somme globale.
Dès 1698, les États de Languedoc protestent contre la taxe des étrangers, arguant qu'elle ne pouvait s'y appliquer, le Languedoc étant exempté de droit d'aubaine. Le roi reste d'abord sourd à cette demande, puis accorde une exemption de vingt ans seulement en 1706. Finalement, le différend est soldé par un versement de 10 000 livres en 1709 et un édit royal reconnaît l'exemption du Languedoc de cette taxe.
D'autres imposés tentent des démarches individuelles auprès de l'intendant de la généralité pour obtenir une modération ou une décharge de la taxe. Ce n'est qu'une étape de procédure avant que l'affaire soit transmise au Conseil du roi, mais l'avis de l'intendant est le plus souvent suivi par le Conseil. Les intendants sont souvent hostiles à cette taxe et contrarient les traitants. C'est surtout dans les premières années, en 1697, 1698 et 1699 que des modérations ont été accordées, souvent des abattements de plus de 80%. En Conseil du roi, ce sont surtout les plus riches qui parviennent à se faire entendre, en utilisant des arguments juridiques : contester le fait d'être l'héritier d'un étranger, affirmer qu'on dispose d'un privilège ou que l'on est français, etc.

### Un échec financier
La négociation du traité sur la taxe sur les étrangers montre que le Contrôle général des finances estime dès le début qu'elle ne rapportera que quelques centaines de milliers de livres. Les traitants en attendent des millions, les rôles d'imposition faisant état d'environ 10 millions. Prélèvement particulièrement lourd pour les quelque 9 000 contribuables concernés, à qui on demande beaucoup plus que lors des taxations précédentes. Comme beaucoup de contribuables s'y refusent, la monarchie dresse une liste des récalcitrants dès 1699. Toutefois, elle n'est pas encline à les poursuivre. L'hostilité des intendants, les modérations, les abonnements collectifs et les exemptions globales expliquent un résultat financier très loin des espérances des traitants. En fait, la taxe sur les étrangers semble n'avoir rapporté que 550 000 livres, montant dérisoire par rapport aux dépenses de l'État, qui renonce à cette taxe dès 1703.
La taxe de 1697 rapporte peu et est rapidement abandonnée, mais c'est à la fois, en ce qui concerne la monarchie administrative, un essai nouveau de définition et d'établissement de listes d'étrangers et l'élaboration d'un outil répressif contre la fraude fiscale. Avoir payé la taxe est un argument pour prouver son intégration. Ainsi, au début du XVIIIe siècle, Diego Nunes Pereira, juif portugais de Bordeaux, affirme qu'il est désormais un naturel français, puisqu'il s'est acquitté de la taxe.

### L'abandon du droit d'aubaine
En 1709, la monarchie, financièrement aux abois, essaye à nouveau, sans plus de succès, de taxer, de manière déguisée, les étrangers. Ensuite, au cours du XVIIIe siècle, le droit d'aubaine, de plus en plus contesté, est peu à peu abandonné grâce à des signatures de conventions réciproques avec de nombreux États européens. La taxe de 1697 change le statut légal des étrangers en affirmant le droit pour l'État de les taxer et en participant à la définition du national. Elle contribue aussi à la délimitation du territoire national et ouvre un débat d'opinion sur ces questions. Le statut des étrangers ne change plus après cette taxe jusqu'à la Révolution française. Le lien à l'État est plus fort, mais l'étranger doit acheter sa naturalisation ou prouver son enracinement.